# 삼공제명암

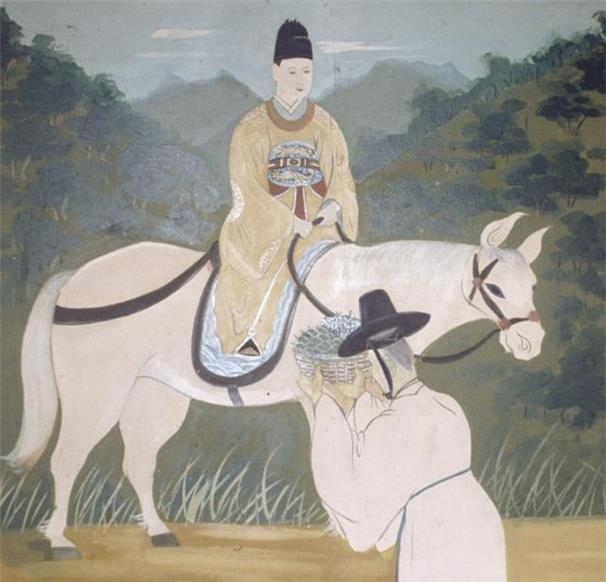
단종

삼공제명암(三公題名巖) 또는 삼공제명석(三公題名石)은 대한민국 강원특별자치도 원주시 수주면 치악산에 정상에 소재한 바위 암각문으로, 단종폐위 직후 조선 전기의 충신(忠臣) 원호(元豪), 조려(趙旅), 이수형(李秀亨) 등이 관직에 나가지 않을 것을 맹세한 뒤 이름을 새기고 내려온 것이다. 강원특별자치도 영월군 무릉도원면 무릉리 국도변에 있다.
단종(端宗)이 폐위되자 관란 원호(元豪), 어계 조여(趙旅), 도촌 이수형(李秀亨) 등은 각자 관직을 버리고 향리에 은거하였다. 단종이 강원도 영월군 청령포로 유배되자 이들은 영월군 수주의 요선정을 찾아 시국을 논하고, 강을 건너 청령포에 있는 단종(端宗)을 찾아 문안인사를 드리곤 했다.
1456년 3월 기망(旣望, 3월 16일) 원호, 조여, 이수형 등은 원주(原州) 치악산(雉岳山)에 올라 다시는 벼슬길에 나가지 않을 것을 굳게 맹세하고, 치악산((雉岳山)) 정상의 바위에 이름자를 새기고 내려왔다. 이때부터 이 바위를 삼공제명암(三公題名巖)이라 부르게 되었다. 후대에 대한민국 시대에 삼공제명암 근처에 국도가 개설되었다.

## 기타
영월 수주에는 이들 삼공이 만나 회합을 하던 요선정이 있다.
삼공제명암 인근 강원특별자치도 영월군과 충청북도 제천시의 접경 지역이자, 평창강변에 원호를 추모하며 지은 정자 관란정(觀瀾亭)이 있다.

## 같이 보기
- 원호
- 조여
- 이수형
- 청령포
- 엄흥도
- 금성대군
- 관란정
- 도계서원
- 금성단